# Jinhan
|  | Per a altres significats, vegeu «Jin (desambiguació)». |

Jinhan (/tɕin.ɦan/) fou una confederació poc centralitzada de 12 clans del sud-est de Corea, sorgida per la fragmentació de la lliga coreana de Jin al segle ii aC, i que va ser l'origen del regne de Silla.